# FIFA-Klub-Weltmeisterschaft 2008
Die FIFA-Klub-Weltmeisterschaft 2008 (engl.: FIFA Club World Cup 2008) war die fünfte Austragung dieses weltweiten Fußballwettbewerbs für Vereinsmannschaften und fand vom 11. bis 21. Dezember zum vierten Mal in Folge in Japan statt. Mit Manchester United gewann zum zweiten Mal eine europäische Mannschaft den Titel.

## Modus
Gegenüber dem Vorjahr gab es keine Änderung am Austragungsmodus. Das Turnier wurde mit sieben Teilnehmern ausgetragen. Neben den sechs Siegern der kontinentalen Meisterwettbewerbe auf Klubebene aus Asien, Afrika, der CONCACAF-Zone, Südamerika, Europa und Ozeanien auch der Finalist der AFC CL Adelaide United, der ein Ausscheidungsspiel gegen den Sieger der OFC CL zu bestreiten hatte, da mit Gamba Osaka eine japanische Mannschaft die AFC CL gewann und somit die Qualifikation eines Vereins aus dem Gastgeberland über seine nationale Meisterschaft entfiel. Der Sieger der Ausscheidung spielte mit den Vertretern Afrikas, Asiens und der CONCACAF zwei Teilnehmer am Halbfinale aus. Für dieses waren die Mannschaften aus Europa und Südamerika wie bisher gesetzt und bestritten nur je zwei Spiele. Gespielt wurde wie gehabt im K.-o.-System. In elf Tagen fanden erstmals acht Spiele statt, da das Spiel um Platz fünf wieder ausgetragen wurde.

## Spielstätten
| Toyota-Stadt |

| Yokohama |

| Tokio |

| Toyota-Stadt |

| Yokohama |

| Tokio |

## Teilnehmer
| Klub              | Qualifikation                      | Kontinentalverband |
| ----------------- | ---------------------------------- | ------------------ |
| Gamba Osaka       | AFC Champions League 2008          | AFC                |
| Manchester United | UEFA Champions League 2007/08      | UEFA               |
| CF Pachuca        | CONCACAF Champions’ Cup 2008       | CONCACAF           |
| al Ahly SC        | CAF Champions League 2008          | CAF                |
| LDU Quito         | Copa Libertadores 2008             | CONMEBOL           |
| Waitakere United  | OFC Champions League 2007/08       | OFC                |
| Adelaide United   | Finalist AFC Champions League 2008 | AFC                |

## Das Turnier im Überblick
| Spiel              | Datum        | Ortszeit  | Stadion              | Mannschaft 1    | Ergebnis           | Mannschaft 2      |
| ------------------ | ------------ | --------- | -------------------- | --------------- | ------------------ | ----------------- |
| Ausscheidungsspiel | 11. Dezember | 19:45 Uhr | Olympiastadion Tokio | Adelaide United | 2:1 (1:1)          | Waitakere United  |
| Viertelfinale      | 13. Dezember | 13:45 Uhr | Olympiastadion Tokio | al Ahly SC      | 2:4 n.V (2:2, 0:2) | CF Pachuca        |
| Viertelfinale      | 14. Dezember | 19:30 Uhr | Toyota-Stadion       | Adelaide United | 0:1 (0:1)          | Gamba Osaka       |
| Halbfinale         | 17. Dezember | 19:30 Uhr | Olympiastadion Tokio | CF Pachuca      | 0:2 (0:2)          | LDU Quito         |
| Halbfinale         | 18. Dezember | 19:30 Uhr | Nissan-Stadion       | Gamba Osaka     | 3:5 (0:2)          | Manchester United |
| Spiel um Platz 5   | 18. Dezember | 16:30 Uhr | Nissan-Stadion       | al Ahly SC      | 0:1 (0:1)          | Adelaide United   |
| Spiel um Platz 3   | 21. Dezember | 16:30 Uhr | Nissan-Stadion       | CF Pachuca      | 0:1 (0:1)          | Gamba Osaka       |

### Finale
| LDU Quito                                                   | LDU Quito | Manchester United | Manchester United |
| ----------------------------------------------------------- | --- | --- | ----------------- |
| LDU Quito                                                   | \| 21. Dezember 2008 um 19:30 Uhr in Yokohama (Nissan-Stadion) \| \| Ergebnis: 0:1 (0:0) \| \| Zuschauer: 68.682 \| \| Schiedsrichter: Ravshan Ermatov ( Usbekistan) 1 \| | \| 21. Dezember 2008 um 19:30 Uhr in Yokohama (Nissan-Stadion) \| \| Ergebnis: 0:1 (0:0) \| \| Zuschauer: 68.682 \| \| Schiedsrichter: Ravshan Ermatov ( Usbekistan) 1 \|                                                                                             | Manchester United |
| LDU Quito                                                   | José Cevallos – Norberto Araujo, Renán Calle (77. Paúl Ambrosi), Jairo Campos, Diego Calderón – Neicer Reasco (82. Pedro Larrea), Patricio Urrutia , William Araujo, Alejandro Manso – Luis Bolaños (87. Reinaldo Navia), Claudio Bieler Cheftrainer: Edgardo Bauza ( Argentinien) | Edwin van der Sar – Patrice Evra, Rio Ferdinand , Nemanja Vidić, Rafael (85. Gary Neville) – Anderson (88. Darren Fletcher), Ji-sung Park, Michael Carrick – Cristiano Ronaldo, Wayne Rooney, Carlos Tévez (51. Jonny Evans) Cheftrainer: Alex Ferguson ( Schottland) | Manchester United |
| LDU Quito                                                   | 0:1 Wayne Rooney (73.) | | Manchester United |
| LDU Quito                                                   | Claudio Bieler (2.), Jairo Campos (36.), José Cevallos (44.), Renán Calle (66.), William Araujo (71.) | Anderson (70.) | Manchester United |
| LDU Quito                                                   | Nemanja Vidić (49.) | | Manchester United |
| 21. Dezember 2008 um 19:30 Uhr in Yokohama (Nissan-Stadion) | | |                   |
| Ergebnis: 0:1 (0:0)                                         | | |                   |
| Zuschauer: 68.682                                           | | |                   |
| Schiedsrichter: Ravshan Ermatov ( Usbekistan) 1             | | |                   |

### Kader von Manchester United
Folgende Spieler standen im 23-Mann-Kader von Manchester United:
| 1.           | Manchester United |
| ------------ | --- |
| FC Barcelona | - Tor: Ben Foster (0 Spiele / 0 Tore), Tomasz Kuszczak (-), Edwin van der Sar (2/0) - Abwehr: Jonny Evans (2/0), Patrice Evra (2/0), Rio Ferdinand (2/0), Gary Neville (2/0), John O’Shea (-), Rafael (1/0), Nemanja Vidić (2/1) - Mittelfeld: Anderson (2/0), Michael Carrick (1/0), Darren Fletcher (2/1), Darron Gibson (-), Ryan Giggs (1/0), Ji-sung Park (1/0), Paul Scholes (1/0) - Sturm: Dimitar Berbatow (-), Cristiano Ronaldo (2/1), Nani (1/0), Wayne Rooney (2/3), Carlos Tévez (2/0), Danny Welbeck (-) - Cheftrainer: Alex Ferguson |

## Schiedsrichter
| Verband  | Schiedsrichter           | Assistenten                                |
| -------- | ------------------------ | ------------------------------------------ |
| AFC      | Ravshan Ermatov          | Abduhamidullo Rasulov Bachadyr Kotschkarow |
| AFC      | Yūichi Nishimura         | Toru Sagara Jeong Hae-Sang                 |
| CAF      | Mohamed Benouza          | Nasser Sadek Abdel Nabi Angesom Ogbamariam |
| CONCACAF | Benito Archundia         | Hector Delgadillo Marvin Torrentera        |
| CONMEBOL | Pablo Pozo               | Patricio Basualto Julio Díaz               |
| OFC      | Peter O’Leary            | Brent Best Matthew Taro                    |
| UEFA     | Alberto Undiano Mallenco | Fermín Martínez Juan Yuste Jiménez         |

## Statistik
| Rang | Klub              |
| ---- | ----------------- |
| 1    | Manchester United |
| 2    | LDU Quito         |
| 3    | Gamba Osaka       |
| 4    | CF Pachuca        |
| 5    | Adelaide United   |
| 6    | al Ahly SC        |
| 7    | Waitakere United  |

| Rang | Spieler           | Klub              | Tore |
| ---- | ----------------- | ----------------- | ---- |
| 1    | Wayne Rooney      | Manchester United | 3    |
| 2    | Yasuhito Endō     | Gamba Osaka       | 2    |
|      | Christian Giménez | CF Pachuca        | 2    |
|      | Masato Yamazaki   | Gamba Osaka       | 2    |
| 5    | Damián Álvarez    | CF Pachuca        | 1    |
|      | Claudio Bieler    | LDU Quito         | 1    |
|      | Luis Bolaños      | Liga de Quito     | 1    |
|      | Cristiano         | Adelaide United   | 1    |
|      | Travis Dodd       | Adelaide United   | 1    |
|      | Flávio            | al Ahly SC        | 1    |
|      | Darren Fletcher   | Manchester United | 1    |
|      | Hideo Hashimoto   | Gamba Osaka       | 1    |
|      | Luis Montes       | CF Pachuca        | 1    |
|      | Daniel Mullen     | Adelaide United   | 1    |
|      | Cristiano Ronaldo | Manchester United | 1    |
|      | Paul Seaman       | Waitakere United  | 1    |
|      | Nemanja Vidić     | Manchester United | 1    |
|      | Fausto Pinto      | CF Pachuca        | ET   |

## Ehrungen

### "adidas" Goldener Ball
Der "Goldene Ball" für den besten Spieler des Turniers ging an den Engländer Wayne Rooney von Manchester United. Der "Silberne Ball" ging an seinen Mannschaftskameraden bei den Red Devils, den Portugiesen Cristiano Ronaldo, und der "Bronzene Ball" an den Argentinier Alejandro Manso von Liga de Quito.

### FIFA-Fair-Play-Trophäe
Den Fair-Play-Preis für sportlich korrektes Auftreten auf und außerhalb des Rasens erhielt der australische Klub Adelaide United.